# Oka (vikt)
Oka är en turkisk vikthenhet motsvarande 400 dirham eller drami = 1.283 kilo. Viktenheten var ännu i början av 1900-talet i bruk på Balkan.